# Gyula Illyés
Gyula Illyés (Sárszentlőrinc, 2 de novembre de 1902 - Budapest, 15 d'abril de 1983) va ser una poeta i novel·lista hongarès. Va ser un dels escriptors considerats népi («del poble»), anomenat així perquè pretenia mostrar, impulsat per un fort interès sociològic i conviccions d'esquerres, les condicions desfavorables de la seva terra natal.

## Biografia
Era fill de János Illés (1870-1931) i Ida Kállay (1878-1931) i va néixer a la província de Tolna. El seu pare era catòlic, mentre que els Kállays eren calvinistes. Va ser el tercer fill i als nou anys la seva família es va traslladar a Simontornya. El 1916 els seus pares es van separar i ell es va traslladar a Budapest amb la seva mare. De 1918 a 1919 va participar en diversos moviments d'estudiants i joves obrers d'esquerres, assistint a un atac a les forces romaneses a Szolnok durant la República Soviètica Hongaresa. El 22 de desembre de 1920 es va publicar el seu primer poema («El ne essél, testvér») de manera anònima al diari Népszava.
Va començar els estudis al departament d'idiomes de la Universitat de Budapest estudiant hongarès i francès. A causa de la seva militància política es va veure obligat a fugir a primer a Viena, i a Berlín i Renània el 1922. Illyés va arribar a París l'abril del mateix any i va treballar d'enquadernador. Durant un temps va estudiar a la Sorbona i va publicar els seus primers articles i traduccions el 1923. Va fer amistat amb els surrealistes francesos, entre ells Paul Éluard, Tristan Tzara i René Crevel. Illyés va tornar a Hongria el 1926 després d'una amnistia.
El seu primer escrit crític va aparèixer el novembre de 1927 a la revista Nyugat (Occident), la revista literària més destacada de l'època, que a partir de 1928 va publicar habitualment els seus articles i poemes. El seu primer llibre, Nehéz Föld, també va ser publicat per Nyugat el 1928. Va fer amistat amb Attila József, László Németh, Lőrinc Szabó, János Kodolányi i Péter Veres, aleshores les principals veus de la seva generació.
Illyés va ser convidat a la Unió Soviètica el 1934 per a participar en el 1r Congrés de la Unió d'Escriptors Soviètics on va conèixer André Malraux i Boris Pasternak.
Durant la Segona Guerra Mundial, Illyés va ser nomenat redactor en cap de Nyugat després de la mort del seu amic Mihály Babits. Quan les autoritats van prohibir d'utilitzar el nom de Nyugat per a la revista, va continuar publicant-se amb un títol diferent: Magyar Csillag (Estrella hongaresa).
Després de la invasió nazi d'Hongria el març de 1944, Illyés va haver d'amagar-se juntament amb László Németh, tots dos titllats d'intel·lectuals antinazis.
Va esdevenir membre del parlament d'Hongria el 1945 i un dels líders del Partit Nacional Camperol fins al 1947 quan es va retirar de la vida pública. Va ser membre de l'Acadèmia de Ciències d'Hongria de 1945 a 1949, i va dirigir i editar la revista Válasz del 1946 al 1949.
Tot i que Gyula va viure una vida retirada entre Tihany i Budapest fins a principis dels anys 1960, la seva poesia, prosa, obres de teatre i assaigs va continuar influint en la vida pública i literària hongaresa.
El 2 de novembre de 1956 va publicar el seu famós poema de la revolució hongaresa de 1956, que no es va permetre reeditar a Hongria fins al 1986. Va traduir de moltes llengües, sobretot del francès, i el seu volum de traduccions dels Clàssics xinesos segueix considerant-se una fita.

## Obra

### Poesia
- Nehéz föld (1928)
- Sarjúrendek (1931)
- Három öreg (1932)
- Hősökről beszélek (1933)
- Ifjúság (1934)
- Szálló egek alatt (1935)
- Rend a romokban (1937)
- Külön világban (1939)
- Egy év (1945)
- Szembenézve (1947)
- Két kéz (1950)
- Kézfogások (1956)
- Új versek (1961)
- Dőlt vitorla (1965)
- Fekete-fehér (1968)
- Minden lehet (1973)
- Különös testamentum (1977)
- Közügy (1981)
- Táviratok (1982)
- A Semmi közelit (2008)

### Prosa
- Oroszország (1934)
- Petőfi (1936)
- Puszták népe (1936)
- Magyarok (1938)
- Ki a magyar? (1939)
- Lélek és kenyér (1939)
- Csizma az asztalon (1941)
- Kora tavasz (1941)
- Mint a darvak (1942)
- Hunok Párisban (1946)
- Franciaországi változatok (1947)
- Hetvenhét magyar népmese (1953)
- Balaton (1962)
- Ebéd a kastélyban (1962)
- Petőfi Sándor (1963)
- Ingyen lakoma (1964)
- Szives kalauz (1966)
- Kháron ladikján (1969)
- Hajszálgyökerek (1971)
- Beatrice apródjai (1979)
- Naplójegyzetek, 1–8 (1987–1995)

### Teatre
- A tü foka (1944)
- Lélekbúvár (1948)
- Ozorai pèlda (1952)
- Fáklyaláng (1953)
- Dózsa György (1956)
- Kegyenc (1963)
- Különc (1963)
- Tiszták (1971)

### Llibres infantils
- Once Upon a Time: Forty Hungarian Folk Tales (Corvina, 1970)
- The Prince and His Magic Horse (Corvina, 1987)
- The Tree That Reached the Sky: Hungarian Folktales (Corvina, 1988)